# Lagenulopsis bispora
Lagenulopsis bispora är en svampart som beskrevs av Fitzp. 1942. Lagenulopsis bispora ingår i släktet Lagenulopsis och familjen Coryneliaceae.   Inga underarter finns listade i Catalogue of Life.